# Влашко право
Влашкото право (на латински: jus valachicum, на унгарски: vlach jog) е историческа система на обичайно право в периода XIV-XVII век. 
Системата на влашкото право включва пастирските групи (катуна), практикуването на номадската сезонна паша, и обхваща Централна и Източна Европа. Влашкото право регулира правата и задълженията на членовете на общността, както фиска, привилегиите, изключенията и отношенията с местното благородничество. 
Влашкото право, подобно на кануна на Лека Дукагини, намира своята първооснова в Душановия законник.